# Invectivarum contra medicum quendam libri IV
L'Invectivarum contra medicum quendam libri IV è un'opera minore di Francesco Petrarca, scritta in prosa latina nel 1355.
È un trattato in risposta alle critiche rivoltegli da un medico in particolare, appartenente alla curia papale avignonese, e contro la medicina in generale, quale arte "meccanica", cioè scienza, contrapposta alla poesia che viene tenacemente difesa, ribadendo la superiorità delle discipline umanistiche su quelle politiche.